# Corpus delicti (voorwerp)
Corpus delicti is een term uit het Latijn die gebruikt wordt in het strafrecht en betekent voorwerp van het misdrijf. Het gaat om voorwerpen met betrekking tot welke het feit is begaan; die het object van het misdrijf zijn en die dus als het ware het lijdend voorwerp van dat misdrijf vormen, bijvoorbeeld het huis dat door de brandstichter wordt aangestoken. Een speciale betekenis van de term corpus delicti doet zich bij de opsporing bij geuridentificatieproef voor (waarbij een hond de dader moet herkennen aan de hand van zijn geur). Het corpus delicti is in deze situatie 'het voorwerp waarop de geur van de delictpleger zich bevindt'. In het normale spraakgebruik betekent corpus delicti meestal 'het voorwerp waarmee het misdrijf is gepleegd',  bijvoorbeeld het mes waarmee gestoken is of het vuurwapen waarmee geschoten is. In de rechtstheorie wordt deze laatste categorie echter aangeduid als instrumentum delicti.
Oorspronkelijke werd de term corpus delicti gebruikt in de betekenis van 'het fysieke bewijs dat een misdrijf is gepleegd', bijvoorbeeld de dood van een slachtoffer of het afgebrande huis. In het Angelsaksische recht wordt corpus delicti nog steeds op deze manier gebruikt. In 1810 werd Code Pénal door Napoleon Bonaparte in Nederland ingevoerd. In artikel 11 werd het corpus delicti (in het Frans corps de delit) gedefinieerd als 'de zaak, in of aan welke de misdaad gepleegd is'. Sindsdien kreeg de term corpus delicti in het Nederlandse recht de connotatie van voorwerp met betrekking tot welke het feit is begaan.